# Albert Jäger

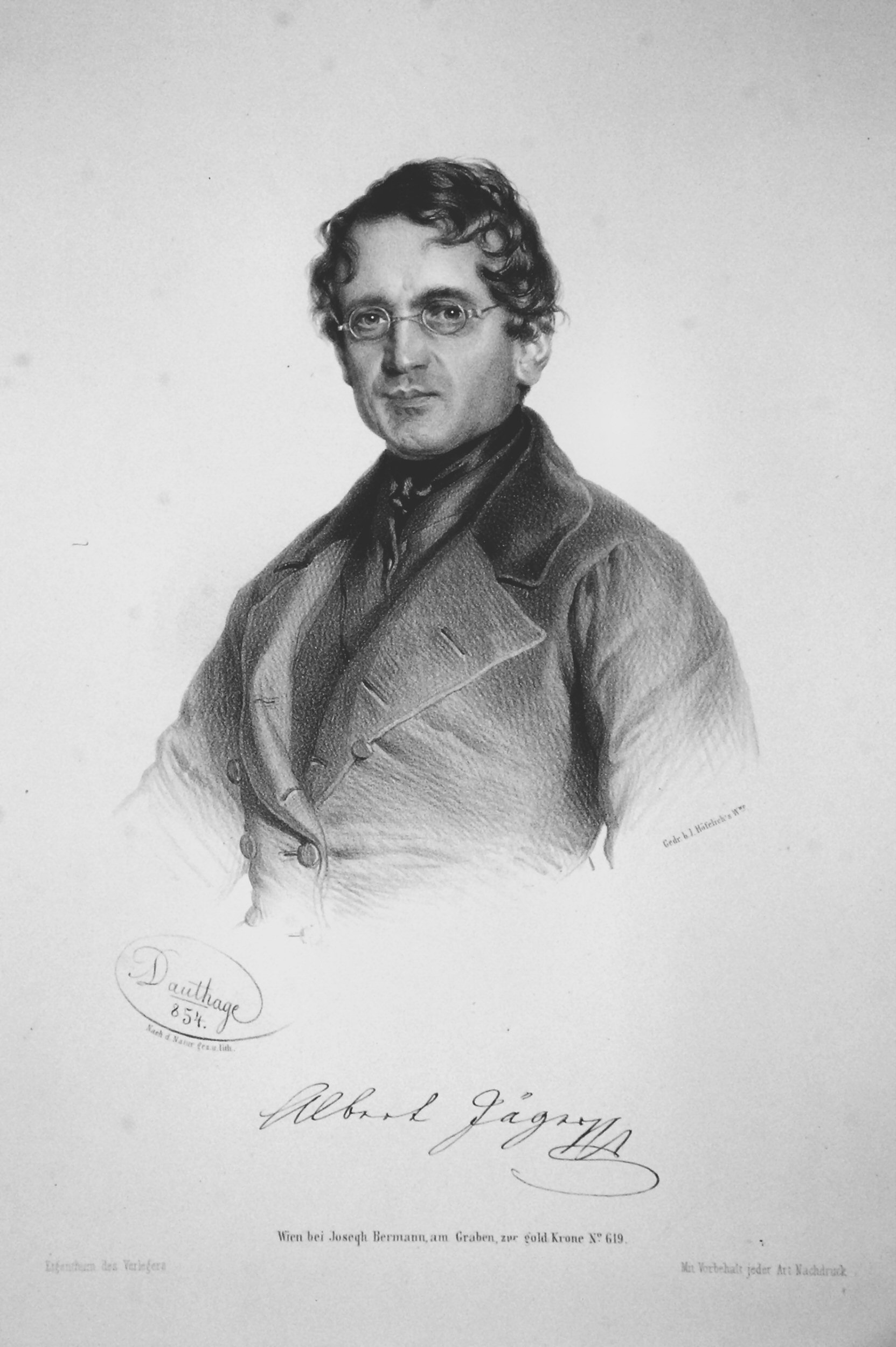
Albert Jäger, Lithographie von Adolf Dauthage, 1854

Albert Jäger

Albert Jäger (* 8. Dezember 1801 in Schwaz; † 10. Dezember 1891 in Innsbruck) war ein österreichischer Benediktiner und Historiker. Er war der Begründer des Instituts für österreichische Geschichtsforschung.

## Leben
Als im Zuge der bayerischen und französischen Herrschaft in Tirol 1809 ein Brand Schwaz größtenteils vernichtete und auch das Elternhaus Albert Jägers zerstörte, ging der Sohn eines Bäckermeisters zu einem Onkel nach Bozen in die Lehre. Er sollte das Bäckerhandwerk erlernen, brach die Lehre aber ab und besuchte im Alter von 18 Jahren das humanistische Franziskanergymnasium in Bozen. 1825 trat er in das Benediktinerstift Marienberg im Vinschgau ein. Ein Jahr später nahm er sein Theologiestudium in Brixen auf. Die Priesterweihe empfing Albert Jäger 1829.
Von seinem Stift als Professor an das Benediktinergymnasium in Meran berufen, begann er seine ersten eigenständigen Forschungen zur Tiroler Heimatgeschichte. Sein erstes Werk Tirol und der baierisch-französische Einfall im Jahre 1703 machte Albert Jäger mit einem Schlag berühmt. Er wirkte in der Folge als Professor für Universal- und österreichische Staatengeschichte in Innsbruck und Wien. 1854 wurde das Institut für österreichische Geschichtsforschung gegründet, das mit Albert Jäger als Vorstand und alleinigem Lehrer 1855 seinen Betrieb aufnahm. Das Institut genoss großes Ansehen, und Albert Jäger begann eine glänzende Karriere an der Universität.
Sein Amt als Institutsdirektor legte er nieder, nachdem er in den Tiroler Landtag und als Abgeordneter der konservativ-kirchlichen Fraktion in den Wiener Reichsrat gewählt worden war. Mit hohen Auszeichnungen u. a. von Papst Pius IX. und Kaiser Franz Joseph geehrt, kehrte er in den 1870er Jahren nach Innsbruck zurück und vollendete sein Lebenswerk, die Geschichte der landständischen Verfassung Tirols.
Seit 1873 war er Ehrenmitglied der katholischen Studentenverbindung AV Austria Innsbruck.
Albert Jäger wurde in seinem Heimatort Schwaz begraben.

## Werke (Auswahl)
- Tirol und der baierisch-französische Einfall im Jahre 1703. Innsbruck 1844 (Digitalisat).
- Zur Vorgeschichte des Jahres 1809 in Tirol. In: Sitzungsberichte der philosophisch-historischen Classe der kaiserlichen Akademie der Wissenschaften. Band 8, Wien 1852, S. 240–274 (Digitalisat).
- Regesten und urkundliche Daten über das Verhältniß Tirols zu den Bischöfen von Chur und zum Bündnerlande von den frühesten Zeiten des Mittelalters bis zum Jahre 1665. In: Archiv für Kunde österreichischer Geschichts-Quellen. Band 15, 1856, S. 337–387.
- Die Wiedervereinigung Tirols mit Oesterreich in den Jahren 1813–1816. Wien 1856 (Digitalisat).
- Die Fehde der Brüder Vigilius und Bernhard Gradner zu Herzog Sigmund von Tirol. Wien 1858 (Digitalisat).
- Über das rhätische Alpenvolk der Breuni oder Breonen. In: Sitzungsberichte der philosophisch-historischen Classe der kaiserlichen Akademie der Wissenschaften. Band 42, Wien 1863, S. 351–440 (Digitalisat).
- Kaiser Joseph II. und Leopold II. Reform und Gegenreform 1780–1792 (= Oesterreichische Geschichte für das Volk. Band 14). Prandel & Ewald, Wien 1867 (Digitalisat).
- Der Streit der Tiroler Landschaft mit Kaiser Friedrich III. wegen der Vormundschaft über Herzog Sigmund von Oesterreich von 1439–1446. In: Archiv für österreichische Geschichte. Band 49, 1872, S. 89–264 (Digitalisat).
- Beiträge zur Geschichte der Verhandlungen über die abfällig gewordene gefürstete Grafschaft Tirol nach dem Tode des Erzh. Ferdinand von 1595–1597. In: Archiv für österreichische Geschichte. Band 50, 1873, S. 103–212 (Digitalisat).
- Beiträge zur Geschichte des Passauischen Kriegsvolkes, soweit es Tirol und die österreichischen Vorlande betrifft. In: Archiv für österreichische Geschichte. Band 51, 1873, S. 241–296 (Digitalisat).
- Der Uebergang Tirols und der österreichischen Vorlande von dem Erzh. Sigmund an den römischen König Maximilian 1478–1490. In: Archiv für österreichische Geschichte. Band 51, 1873, S. 297–448 (Digitalisat).
- Beitrag zur tirolisch-salzburgischen Bergwerks-Geschichte. In: Archiv für österreichische Geschichte. Band 53, 1875, S. 335–456 (Digitalisat).
- Geschichte der landständischen Verfassung Tirols bis 1519. Innsbruck 1881–1885 (Digitalisat Bd. 1) (Digitalisat Bd. 2/1) (Digitalisat Bd. 2/2).
- Graf Leo Thun und das Institut für österreichische Geschichtsforschung. In: Oesterreichisch-ungarische Revue. N. F. Band 8, 1890, S. 1–22 (Digitalisat) (mit Erinnerungen an Jägers akademische Zeit).